# 中根ゆま
中根 ゆま（なかね ゆま 1983年12月19日 - ）は、日本の元AV女優。

## 略歴
2001年にAVデビュー。キカタン（企画単体）女優として人気になった。2002年引退した。

## 作品

### アダルトビデオ
2002年まで
- 2001スーパー女子校生が脱いだ（2001年12月2日、スーパーデビル）
- E-Body2（12月27日、HRC）
- THE Lesson Secondstage
- 東京天使1（パラドックス企画）
- エンジェリックラバーズ（ドリームクリエイト）
- Pink CAT 49（ワールドユニティ）
- プレミア女子大生キャンパスアイドル 4（h.m.p）オムニバス作品

2002年
- Relax Body（1月27日、宇宙企画）
- CutieWife～若妻の午後～（1月30日、LEO）
- 癒してあげたい（2月27日、LEO）
- 家庭教師の誘惑 先生、ボクもう･･･したいッしたいよ～!!（2月28日、アテナ映像）オムニバス作品
- 美女校生メモリアル（3月18日、HRC）
- 校内淫行（3月20日、シャイ企画）
- Pureキャロットへようこそ（3月29日、TMA）
- i-club 2（3月31日、銀河映像）オムニバス作品
- ときめき女子校生 2（4月4日、クリスタル映像）
- 癒してほしい（4月19日、LEO）
- i-Club DVD Remix（4月21日、ビデオバンク）オムニバス作品
- 奮魔（4月、召喚獣）
- UPPER GIRL 上に騎るのが好き（5月17日、LEO）
- ロリロリ体育倶楽部8（7月18日、リアルゾーン）
- 中根ゆま ユマ・マイ・ラブ（LEO、7月19日）（VHSでは「Yumaでいっぱい」で同日発売）
- Lovely punch（7月19日、HRC）オムニバス作品
- 中根ゆまベスト（7月29日、銀河映像）
- デカP！2（8月21日、V&Rプロダクツ）オムニバス作品
- Lovely Angel (2)（8月24日、ルージュ）オムニバス作品
- ギャルパラ ベストスペシャル（8月24日、メディアステーション）オムニバス作品
- ロリロリドール倶楽部 1（9月6日、リアルゾーン）
- Lost Idol 中根ゆまベスト（10月10日、ビデオバンク）
- 手コキ 足コキ 乳コッキー!（10月18日、HRC）
- 禁断生映像 the Best（10月25日、KUKI）オムニバス作品
- CHER G1 DIGEST 加藤ゆりあ / 中根ゆま 他4名（11月23日、HRC）
- 2PACK ゆま&あみ（11月22日、KUKI）
- NONSTOP 中根ゆま（12月6日、TMA）
- クリームギャルズスペシャル 2（12月21日、ビデオバンク）
- KIKATAN COMPILATION 2（12月25日、シャイ企画）オムニバス作品

2003年
- CHER BEST SELECTION 7（1月24日、HRC）
- ボディタイツ9（2月21日、V&Rプロダクツ）オムニバス作品
- Sweet Days 06（2月26日、h.m.p）
- 禁断生映像 11（3月19日、ゴリラプロジェクト） オムニバス作品
- コスプレアイドル 4時間（3月20日、TMA）オムニバス作品
- Pink Cat 01 ゆま・りこ・みゆき・みゆう（6月1日、ワールドユニティ）
- P.C. Sport 12（DVD版 6月12日、ワールドユニティ）
- 騎りまくり23人（6月27日、LEO）オムニバス作品
- 美少女悦楽（8月6日、プールクラブ）オムニバス作品
- Candy Girl 中根ゆま（10月24日、カラーズ）
- ウルトラエンジェル45人（12月28日、メディアステーション）オムニバス作品

2004年
- 騎りまくり22人（2月27日、LEO）オムニバス作品
- P.C.Sport（4月7日、ビデオメーカー）
- 憧れの制服女子校生2 18連発!!（4月23日、クリスタル映像）オムニバス作品
- 有名企画単体女優コラボ TOP★RUNNER（5月6日、HRC）オムニバス作品
- まるごと!あのスーパー女子校生が脱いだ!（5月28日、スーパーデビル）オムニバス作品
- 家庭教師の誘惑(3)（7月30日、アテナ映像）オムニバス作品
- 美少女悦楽（8月13日、プールクラブ） オムニバス作品
- Cutie Wife 疼く…若妻の午後（11月12日、LEO）オムニバス作品
- CRYSTAL THE BEST 2004 1st.（12月10日、クリスタル映像）
- 妹の美乳・中根ゆま（12月14日、プールクラブ）

2005年
- おまたせ～全部バック2時間（1月6日、V&Rプロダクツ）オムニバス作品
- ももねこ倶楽部（3月28日、ワールドユニティ）オムニバス作品
- 有名企画単体女優コラボ TOP★RUNNER（5月6日、ルージュ）オムニバス作

2007年
- 立ちバック最高!もっと奥まで32人!（2月24日、LEO）
- あのアイドルがスーパーリマスターREMIXで甦る [中根ゆま]（12月21日、ビデオバンク）

2008年
- あのアイドルがスーパーリマスターREMIXで甦る [伝説の女優11人]（4月10日、ビデオバンク）
- さよなら冒険ゴリラ番外編 完全未公開映像集（6月30日、ゴリラプロジェクト）オムニバス作品

2009年
- Remember Me 中根ゆま（12月21日、LEO）
- h.m.pがお贈りするムチムチ美女たっぷり100人12時間（12月21日、h.m.p）オムニバス作品

2010年
- h.m.pがお贈りする僕の妹アイドルたっぷり100人12時間（5月21日、h.m.p）オムニバス作品
- h.m.pがお贈りするたっぷり50人ナイスボディ女優 8時間（10月1日、h.m.p）オムニバス作品

発売時期不明
- UPPERGIRL～上になってあげる～（LEO）
- 卑猥な生ドキュメント映像「18才、未成熟。」
- FIRSTCONTACTSTORY4「新・素人ハメ撮り伝説」
- 新・素人ハメ撮り伝説 4（ファーストミッション）